# Оуен Паннефлек
Оуен Паннефлек (нід. Owen Panneflek; 4 жовтня 2006) — нідерландський футболіст, нападник юнацької команди клубу «Твенте».

## Клубна кар'єра
Оуен є вихованцем клубу «Твенте». Наприкінці 2024 року він уклав зі своєю командою перший професійний контракт терміном до закінчення сезону 2026/27. У сезоні 2024/25 нападник залучався до тренувань дорослої команди «Твенте», а також до матчів у рамках Ліги Європи УЄФА, проте провів їх на лаві запасних.

## Кар'єра в збірній
У 2025 році почав виступи за Нідерланди на юнацькому рівні, потрапивши до заявки збірної до 19 років на чемпіонат Європи. На цьому турнірі Оуен взяв участь у всіх 5 матчах, а його національна команда у підсумку стала чемпіоном Європи.

## Досягнення
Збірна Нідерландів (до 19 років)
- Чемпіон Європи (до 19 років) (1): 2025